# 아담스기념관
아담스기념관(—記念館)은 1923년 6월 25일에 건립된 학교 건물이다. 미국 아담스 교회의 도움을 받아 건립되었기 때문에 아담스기념관이라고 불린다. 대한민국 경기도의 기념물로 지정되어 있으며, 국가보훈부에서 현충시설로 지정하였다. 삼일중학교의 학교 시설로 여전히 사용되고 있다.

## 사진

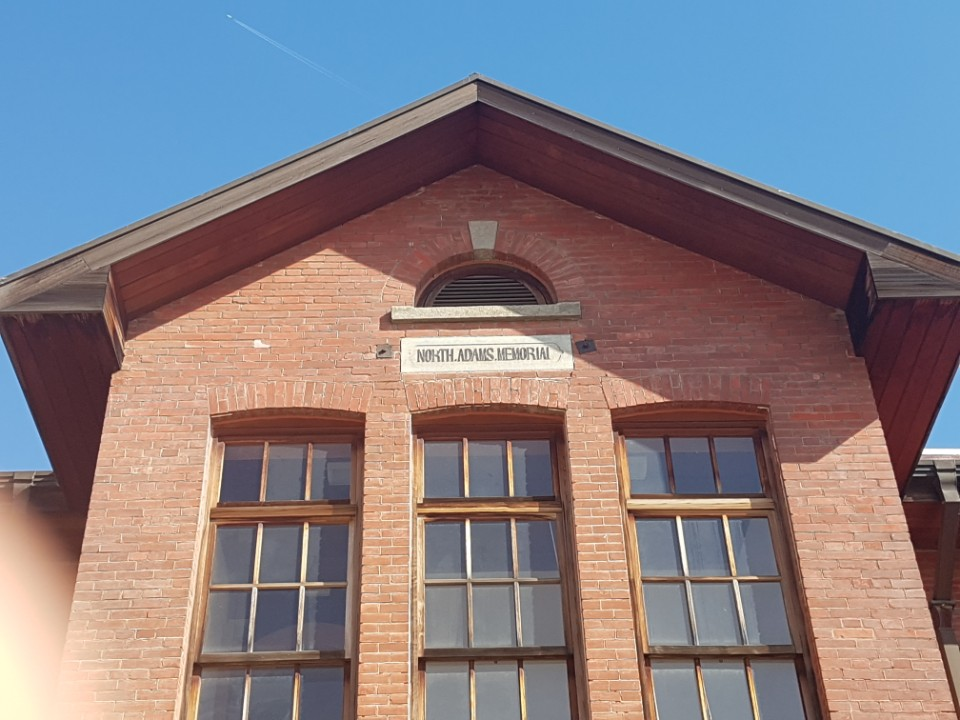
전면부
현판
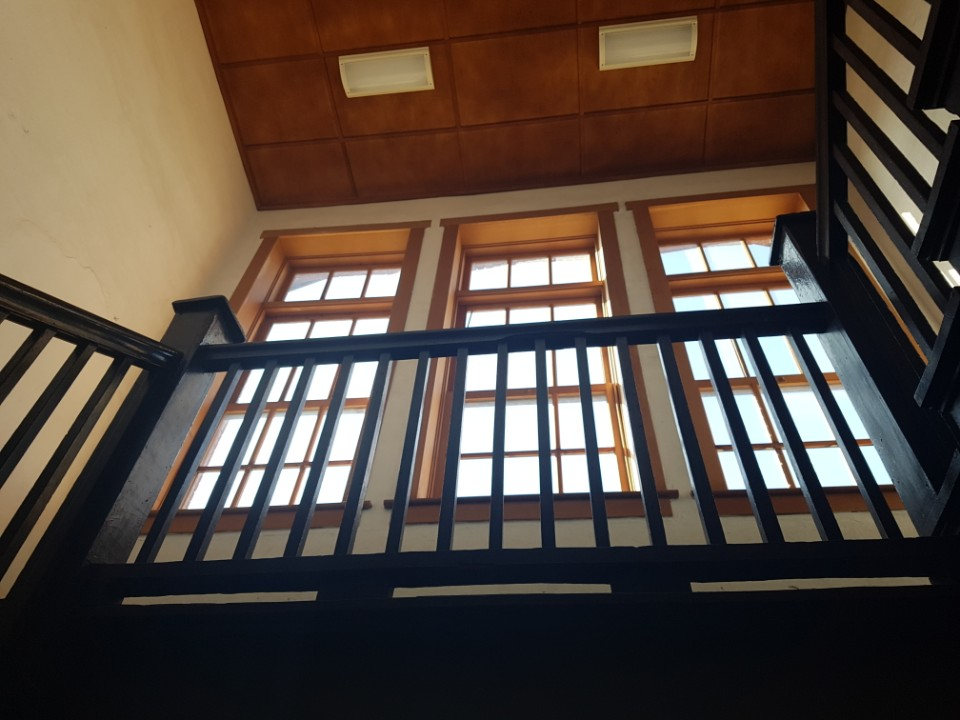
내부

## 같이 보기
- 삼일중학교